# Полата
Полата (словац. Palota) — село в Словаччині, Меджилабірському окрузі Пряшівського краю. Розташоване в північно-східній частині Словаччини біля кордону з Польщею.

## Історія
Давнє лемківське село. Уперше згадується у 1330 році.

## Пам'ятки
У селі є греко-католицька церква Різдва Пресвятої Богородиці з 1862 року в стилі неокласицизму, з 1988 року національна культурна пам'ятка та православна церква Різдва Пресвятої Богородиці з 20 століття.

## Населення
| Рік:            | 1994. | 2004.   | 2014.   | 2024.   |
| --------------- | ----- | ------- | ------- | ------- |
| Кількість осіб: | 176   | 181     | 186     | 179     |
| Різниця:        |       | +2,84 % | +2,76 % | -3,76 % |

| Рік:            | 2023. | 2024. |
| --------------- | ----- | ----- |
| Кількість осіб: | 179   | 179   |
| Різниця:        |       | +0 %  |

В селі проживає 180 осіб.
Національний склад населення (за даними останнього перепису населення — 2001 року):
- словаки — 49,18 %
- русини — 34,97 %
- цигани (роми) — 13,66 %
- українці — 2,19 %

Склад населення за приналежністю до релігії станом на 2001 рік:
- православні: 79,23 %,
- греко-католики: 19,13 %,
- римо-католики: 1,09 %,
- не вважають себе віруючими або не належать до жодної вищезгаданої церкви: 0,55 %.